# 天塩港
天塩港（てしおこう）は、北海道天塩郡天塩町にある港湾。港湾管理者は天塩町。港湾法上の「地方港湾」に指定されている。

## 概要
北海道北西部の日本海側にある天塩川の河口付近に位置している。そのため、河口特有の砂州の発生によって港口が閉塞したことから河口改良工事が始まった。河口南側では沿岸漁業の基地や主にコンクリート用の骨材として利用する砂の供給施設としての整備が進んでいるほか、河口部ではかつて「蝦夷の三絶」と呼ばれた「天塩川のしじみ貝」（シジミ）を陸揚げしている。また、稚内港に発着するフェリー（利尻・礼文航路）の代替港となる場合がある。背後地は旧河川に残った沼（鏡沼）を利用した「天塩町鏡沼海浜公園」として整備しており、天塩町の観光やレジャーの拠点、イベントの会場として利用している。

## 港湾施設
主な港湾施設は次の通り。
外郭施設
- 北導流堤
- 南導流堤
- 西防波堤
- 西外防波堤
- 北防波堤
- 防波堤（波除）
- 南防波堤
- 防砂堤

係留施設
- -6.0 m岸壁
- -5.5 m岸壁
- -5.0 m岸壁
- 物揚場
- 船揚場

## 沿革
天塩川の下流一帯にはいくつもの埋蔵遺跡が確認されており、先史時代から人々が定住していたことが明らかになっている。江戸時代の慶長年間には松前藩による「テシホ場所」が開設し、交易のための運上屋や番所を設置した。1786年（天明6年）には場所請負制の実施により、紀伊商人の栖原家が請負人となった。その後、交易量の増大や自身の収益増加のためアイヌに対する過酷な漁労や悪徳が蔓延するようになり、1857年（安政4年）には箱館奉行所が請負商人に対して「最もアイヌ酷使の甚だしい場所」とする論書を発している。明治となり場所請負制が廃止になると日本海と天塩川の漁場が開放された。明治20年代にはニシン漁やサケ・マス漁にシジミ漁が加わり、大正にかけての漁場景気で天塩の発展を支え続けた。
- 1903年（明治36年）：地元民による港頭堤防地整地[2]。
- 1953年（昭和28年）：「地方港湾」指定し、天塩町が港湾管理者となる[2]。
- 1965年（昭和40年）：天塩町港湾審議会設置[2]。
- 1968年（昭和43年）：臨港地区指定[2]。
- 1992年（平成04年）：新港地区一部供用開始[2]。

## 参考資料
- “H27天塩港事業説明資料” (PDF).  北海道開発局留萌開発建設部. 2017年12月11日閲覧。